# Park Narodowy Archipiélago de Juan Fernández
Park Narodowy Archipiélago de Juan Fernández (hiszp. Parque nacional Archipiélago de Juan Fernández) – park narodowy w Chile położony w regionie Valparaíso. Został utworzony 16 stycznia 1935 roku i zajmuje obszar 95,71 km². Od 1977 roku stanowi rezerwat biosfery UNESCO, a od 1994 roku znajduje się na liście obserwacyjnej zgłoszonej do wpisu na listę światowego dziedzictwa UNESCO. W 2014 roku został zakwalifikowany przez BirdLife International jako ostoja ptaków IBA. Otacza go Park Morski Mar de Juan Fernández powstały w 2018 roku o powierzchni 264 442,8 km².

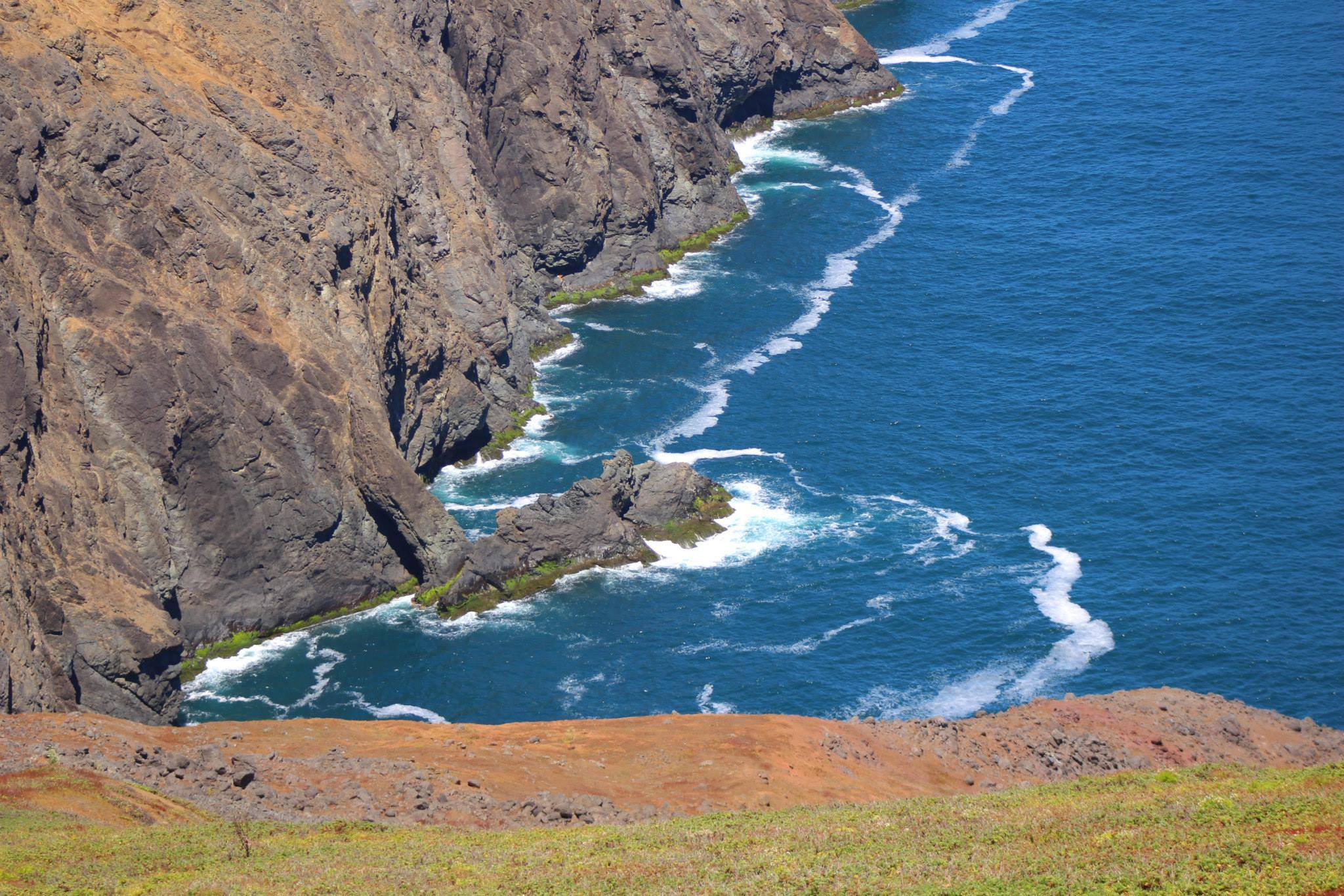

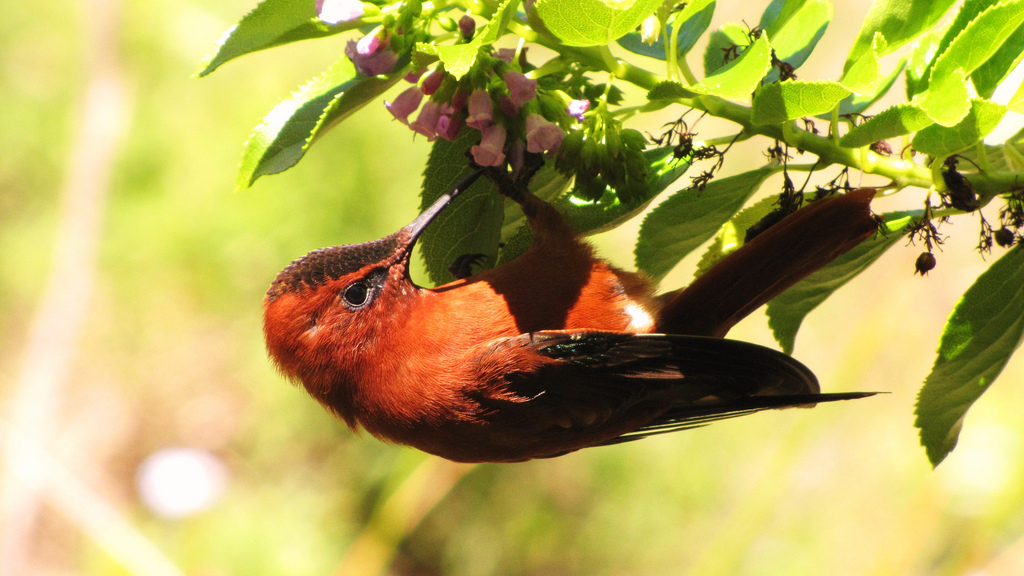
Fernandezik wyspowy

## Opis
Park obejmuje prawie w całości archipelag Juan Fernández położony na Oceanie Spokojnym, 677 km od wybrzeża Chile. Są to trzy największe wyspy: Robinson Crusoe (z wyjątkiem miasteczka San Juan Bautista i lotniska), Alejandro Selkirk i Santa Clara oraz wszystkie małe wysepki w archipelagu. Archipelag ma pochodzenie wulkaniczne. Są tu strome pasma górskie i głębokie wąwozy.
Klimat umiarkowany ciepły z porą suchą trwającą od 4 do 5 miesięcy. Średnia roczna temperatura wynosi +15 °C. Temperatury latem osiągają średnio +18,7 °C, a zimą +7,3 °C.

## Flora
W parku występuje 137 gatunków roślin endemicznych i 213 gatunków rodzimych. Stanowi to jeden z najwyższych na świecie wskaźników endemizmu (64,32 procent).
Rosną tu takie rośliny endemiczne jak m.in.: Lactoris fernandeziana, Thyrsopteris elegans, Rhaphithamnus venustus, Gunnera peltata, Chenopodium crusoeanum, Blechnum cycadifolium, Dendroseris litoralis, Erigeron fernandezianus, Ochagavia elegans, Dendroseris pruinata, Pteris berteroana, Myrceugenia fernandeziana.

## Fauna
Fauna wysp jest również w dużym stopniu endemiczna. Żyją tu takie gatunki endemiczne jak np.: krytycznie zagrożone wyginięciem fernandezik wyspowy i ostrogonek duży, a także czuprynek wyspowy, kotik chilijski, petrel chilijski, trzęsiogon szaroboczny.
W parku występuje też narażony na wyginięcie burzyk różowonogi.